# Каслванија (ТВ серија)
Каслванија (енгл. Castlevania) америчка је анимирана телевизијска серија коју је створио Ворен Елис за Netflix. Темељи се на јапанском серијалу Castlevaniaвидео-игара Castlevania који је произвео Konami. Серија прати Тревора Белмонта, Алукарда и Сифу Белнадес који покушавају да спасе становнике Влашку од Дракуле и његових поданика.
Добила је позитивне рецензије критичара, који су посебно похвалили уз похвале за визуелне ефекте, анимацију, гласовне глумце, сцене акције, карактеризацију, теме и сценарио. Наставак, под насловом Каслванија: Ноктурно, приказан је у септембру 2023.

## Радња
Ловац на вампире се бори како би спасио Влашку под опсадом од звери с оног света којима управља сам Дракула.

## Гласовне улоге
| Глумац               | Улога              |
| -------------------- | ------------------ |
| Ричард Армитиџ       | Тревор Белмонт     |
| Џејмс Калис          | Алукард Цепеш      |
| Грејам Мактавиш      | Влад Дракула Цепеш |
| Алехандра Рејносо    | Сифа Белнадес      |
| Мет Фруер            | Бискуп             |
| Емили Сволоу         | Лиса Цепеш         |
| Тони Амендола        | Старешина          |
| Тео Џејмс            | Хектор             |
| Адетокумбох М’Кормак | Ајзак              |
| Џејми Мари           | Камила             |
| Петер Стормаре       | Годбранд           |
| Џесика Браун Финдли  | Ленора             |
| Рила Фукушима        | Суми               |
| Џејсон Ајзакс        | Судија             |
| Јасмин ел Масри      | Морана             |
| Ивана Миличевић      | Стрига             |
| Навид Негабан        | Сала               |
| Бил Нај              | Сен Жермен         |
| Тору Учикадо         | Така               |
| Гилдарт Џексон       | Флајсајз           |
| Ланс Редик           | Капетан            |
| Барбара Стил         | Миранда            |
| Малком Макдауел      | Смрт               |
| Токс Олагундоје      | Замфир             |
| Марша Томасон        | Грета              |
| Титус Веливер        | Ратко              |
| Кристина Адамс       | Алхемичарка        |
| Метју Вотерсон       | Драган             |

## Епизоде
| Сезона | Сезона | Епизоде | Епизоде | Оригинална објава | Оригинална објава |
| ------ | ------ | ------- | ------- | ----------------- | ----------------- |
|        | 1.     | 4       | 4       | 7. јул 2017.      | 7. јул 2017.      |
|        | 2.     | 8       | 8       | 26. октобар 2018. | 26. октобар 2018. |
|        | 3.     | 10      | 10      | 5. март 2020.     | 5. март 2020.     |
|        | 4.     | 10      | 10      | 13. мај 2021.     | 13. мај 2021.     |